# Wacław Berent
Wacław Berent, né le 28 septembre 1873 et mort le 20 ou 22 novembre 1940 à Varsovie, est un écrivain, romancier, traducteur et scientifique polonais.

## Biographie
Le père de Wacław Berent, Karol Berent, travaille en qualité de laborantin à la chaire de physique de l’Ecole Centrale puis de l’Université de Varsovie et devient ensuite le propriétaire d’un magasin optique. Wacław Berent étudie les sciences naturelles à Munich (1890–1893) et Zürich (1893–1895). Il soutint une thèse de doctorat portant sur la problématique de l’embryologie des poissons, qu’il publie en 1896 à Jena, l’un des plus importants centres de recherches en biologie du développement. Il contribue à la vulgarisation de la biologie en qualité d’auteur et de collaborateur de la revue Wszechświat (l’Univers), surtout dans les années 1896–1901. S'il délaisse ensuite une carrière de scientifique pour devenir écrivain, son savoir en sciences naturelles irriguent son oeuvre.
En 1903, il publie son premier grand roman, tout de suite salué par la critique : Bois putréfié, dont l’action se déroule à Berlin, dans le milieu de bohème artistique. Dans son roman suivant Blé d'hiver, il dépeint l'éveil des consciences pour l'indépendance de la Pologne. Son œuvre principale est le roman Pierres vivantes sur les menaces qui pèsent sur les valeurs morales dans notre époque du progrès industriel.
Wacław Berent est un critique sévère des slogans positivistes, de la philosophie moderniste et du « bohémianisme » européen. Il également est un adversaire résolu du romantisme.
En 1933, Wacław Berent devient membre de l'Académie polonaise de littérature.
Wacław Berent est décédé à Varsovie, à l'âge de 67 ans, le 20 ou 22 novembre 1940.

## Œuvres
- 1903 : Próchno (Bois putréfié)
- 1911 : Ozimina (Blé d'hiver)
- 1918 : Żywe kamienie (Pierres vivantes)
- 1934 : Nurt (Tendance)
- 1937 : Diogenes w kontuszu (Diogène dans un Kontusz)
- 1939 : Zmierzch wodzów (Le Crépuscule des commandants)